# Милинги
Милингите (на гръцки: Μηλιγγοί) са южнославянско племе, родствено на езерците, което през VIII век обитава южен Пелопонес, и преимуществено западните склонове на планината Тайгет (гр. Ταΰγετος). 
Основен поминък на милингите са земеделието и скотовъдството.